# Лунчжоу
Лунчжо́у (кит. упр. 龙州, пиньинь Lóngzhōu) — уезд городского округа Чунцзо Гуанси-Чжуанского автономного района (КНР). 

## История
Ещё во времена империи Тан в 713 году была создана Лунчжоуская область (龙州). После Синьхайской революции в Китае была проведена реформа структуры административного деления, в ходе которой области были упразднены, и поэтому в 1912 году Лунчжоуская область была преобразована в уезд Лунчжоу.
В 1928 году из уезда Лунчжоу был выделен уезд Шанцзинь (上金县).
В 1937 году уезд Лунчжоу был переименован в Лунцзинь (龙津县).
После вхождения этих мест в состав КНР в конце 1949 года был образован Специальный район Лунчжоу (龙州专区), и эти два уезда вошли в его состав. В 1951 году Специальный район Лунчжоу был переименован в Специальный район Чунцзо (崇左专区), а уезд Шанцзинь был присоединён к уезду Лунцзинь.
В декабре 1952 года в провинции Гуанси был создан Гуйси-Чжуанский автономный район (桂西壮族自治区), и Специальный район Чунцзо вошёл в его состав. В 1953 году Специальный район Чунцзо был объединён со Специальным районом Биньян (宾阳专区), образовав Специальный район Юннин (邕宁专区), а затем Специальный район Юннин был расформирован, и уезд был подчинён напрямую властям Гуйси-Чжуанского автономного района.
В 1956 году Гуйси-Чжуанский автономный район был переименован в Гуйси-Чжуанский автономный округ (桂西僮族自治州). В 1957 году был вновь создан Специальный район Юннин. В 1958 году автономный округ был упразднён, а вся провинция Гуанси была преобразована в Гуанси-Чжуанский автономный район. Специальный район Юннин был опять расформирован, и уезд перешёл в состав Специального района Наньнин (南宁专区). В декабре 1958 года уезды Нинмин, Лунцзинь и городской уезд Пинсян были объединены в уезд Мунань (睦南县). В мае 1959 года уезд Мунань был расформирован, и были вновь созданы уезды Нинмин и Лунцзинь.
Постановлением Госсовета КНР от 27 мая 1961 года уезд Лунцзинь был переименован в Лунчжоу.
В 1971 году Специальный район Наньнин был переименован в Округ Наньнин (南宁地区).
Постановлением Госсовета КНР от 23 декабря 2002 года округ Наньнин был расформирован; часть из входивших в его состав административных единиц была передана в состав городского округа Наньнин, а из оставшихся был образован городской округ Чунцзо; уезд вошёл в состав городского округа Чунцзо.

## Административное деление
Уезд делится на 5 посёлков и 7 волостей.